# Maguncia
Maguncia (en alemán: Mainz, pronunciado /maɪ̯nt͡s/ⓘ; en latín: Moguntiacum) es la capital del estado federado alemán de Renania-Palatinado. Es una ciudad situada en el suroeste de Alemania, a orillas del río Rin, en la margen opuesta a la desembocadura del Meno, por lo que es un importante puerto fluvial de Alemania. En la orilla contraria se encuentra la ciudad de Wiesbaden, en el estado de Hesse.
Destaca por ser el lugar donde Johannes Gutenberg inventó la imprenta de caracteres móviles. Actualmente Maguncia ha vuelto a ser centro de los medios de comunicación, ya que alberga la sede de la ZDF, el segundo canal más importante del medio televisivo alemán.
Aunque fue gravemente dañada durante la Segunda Guerra Mundial, la ciudad conserva gran parte de su casco antiguo, en el que destacan las construcciones realizadas en piedra de color rojo (arenisca, principalmente).
Maguncia tiene universidad propia desde 1477, denominada actualmente Universidad Johannes Gutenberg, ubicada cerca del centro de la ciudad. Su antiguo campus no solo comprende aulas y salas de conferencia, sino también viviendas, bares y restaurantes que constituyen un barrio independiente.
Con 223.318 habitantes (a 31 de diciembre de 2023), es la tercera ciudad más grande de la región Rin-Meno y la ciudad más grande de Renania-Palatinado. Su equipo de fútbol FSV Maguncia 05 juega en la primera división de la Bundesliga.

## Historia

### Antigüedad

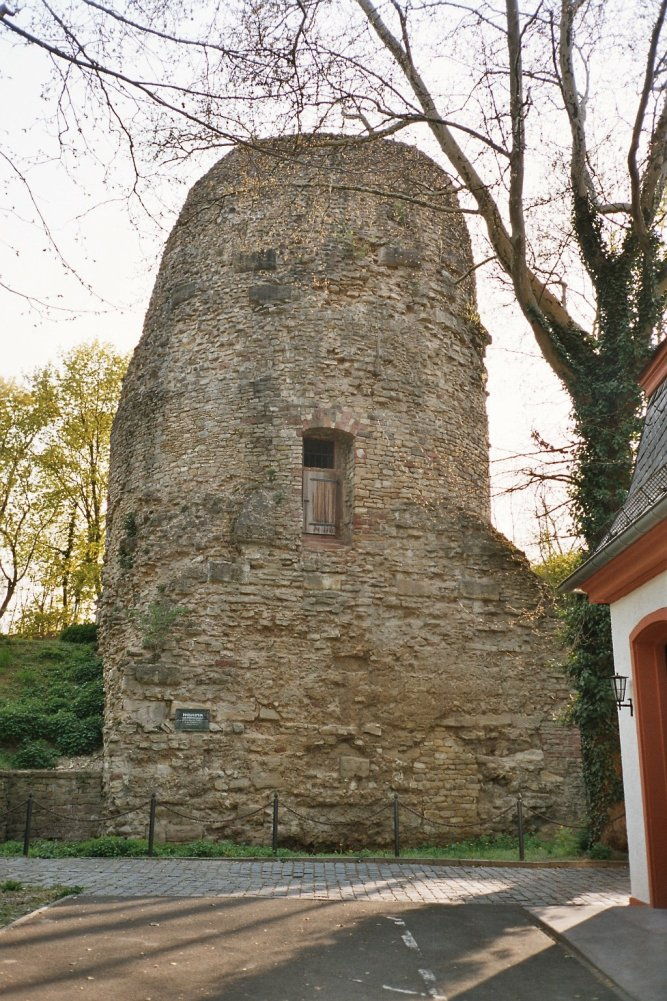
Drususstein o Monumento a Druso (rodeado por una ciudadela del).

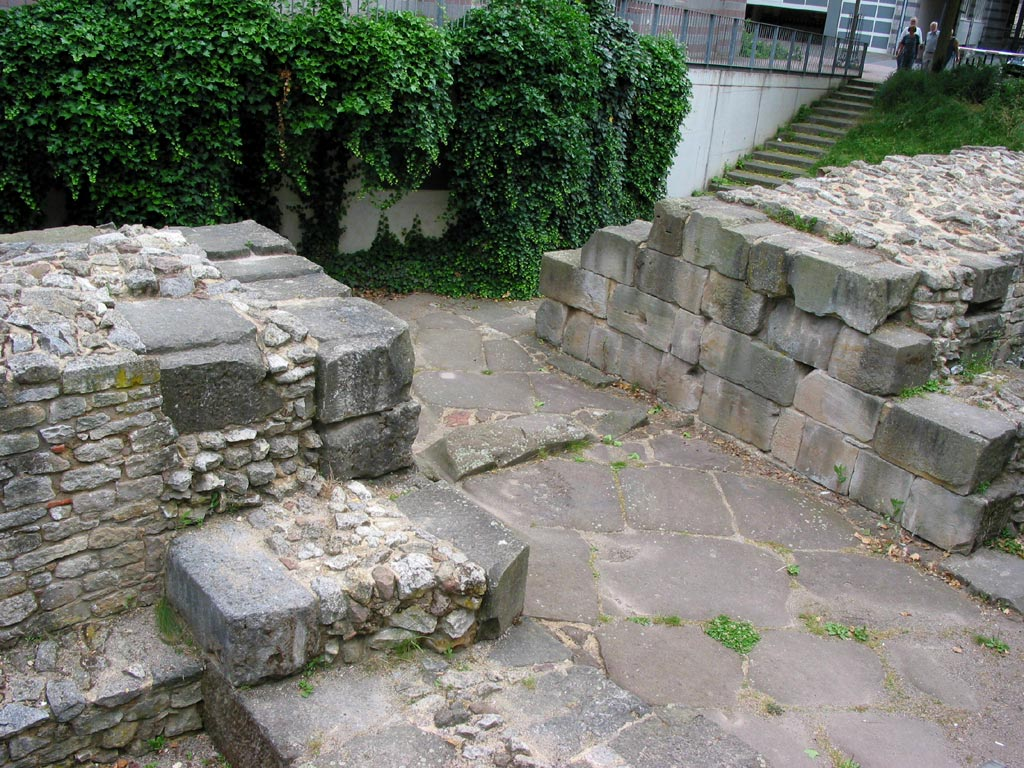
Ruinas de la antigua puerta de entrada a Mogontiacum.

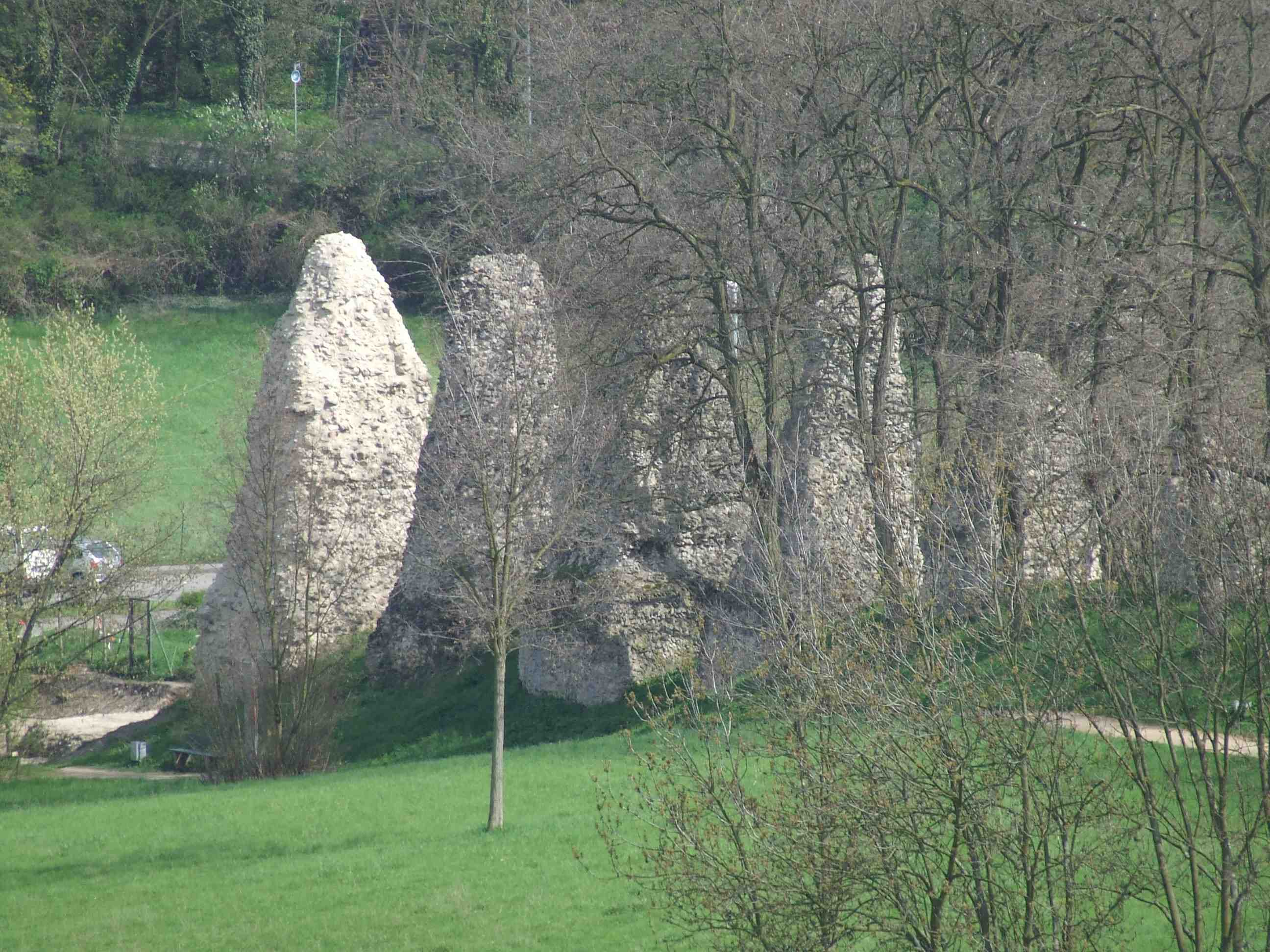
Restos del acueducto romano.

Maguncia se formó a partir de una fortaleza romana, cuyo nombre era Mogontiacum, establecida por el general romano Druso el Mayor alrededor de 13/12 a. C. Como relata Suetonio, Mogontiacum estaba bien asentada cuatro años más tarde, durante el funeral de su fundador, aunque hay otras teorías que indican que podría haberse fundado antes. La ciudad de Mogontiacum se desarrolló entre la fortaleza y el río. Mogontiacum fue una importante base militar durante la época romana, probablemente por su posición estratégica en la confluencia entre el Meno y el Rin. Su castrum sirvió de acuartelamiento a diferentes legiones, como la legio XIV Gemina (70–92) la XVI Gallica (AD 9–43), XXII Primigenia, la IV Macedonica (43–70), I Adiutrix (70–88) y la XXI Rapax (70–89), entre otras. Maguncia también fue la base de la flota fluvial romana, la Classis Germanica. Se descubrieron entre 1982 y 1986 restos de barcos de tropa (navis lusoria) y botes de patrulla de finales del siglo IV que pueden verse en el Museum für Antike Schifffahrt. A lo largo de los siglos I a IV, fue una de las principales fortalezas del limes del Rin y tuvo un importante desarrollo urbano. Desde el reinado de Domiciano, fue capital de la provincia Germania Superior, y tiene un importante monumento funerario dedicado a Druso, al que la gente hacía peregrinajes de lugares tan lejanos como Lyon. Entre sus construcciones notables destaca el teatro romano más grande al norte de los Alpes y un puente que cruzaba el Rin.
Los alamanes saquearon la ciudad en 368.
A causa de una serie de incursiones durante el  siglo IV, Alsacia fue perdiendo gradualmente su carácter étnico belga de tribus germánicas entre celtas gobernados por romanos y predominaba cada vez más la influencia de los alamanes. Los romanos recuperaron repetidamente el control. Sin embargo, las tropas asentadas en Maguncia provenían cada vez más de fuera de Italia y los emperadores tenían solo uno o dos antepasados italianos en linajes que provenían principalmente de gente allende las fronteras septentrionales.
El último emperador que tuvo tropas estacionadas en Maguncia al servicio del imperio occidental fue Valentiniano III, que dominaba la región a través de su Magister militum per Gallias, Flavio Aecio. En esa época el ejército albergaba gran número de tropas procedentes de las principales tribus germánicas del Rin, los alamanes, los sajones y los francos. Eran un oponente que había conseguido poder y reputación entre los belgas del bajo Rin durante el siglo III y habían intentado extender sucesivamente su influencia aguas arriba. En 358 el emperador Juliano compró la paz dándoles a cambio la mayor parte de Germania Inferior, que de todas forman ya poseían, e imponiéndoles el servicio en el ejército romano.
Las facciones europeas en la época de Flavio Aecio eran los celtas, godos, francos, sajones, alamanes, hunos, italianos y alanos, además de varios pueblos minoritarios. Aecio jugó con todos ellos, enfrentándoles unos contra otros e intentando astutamente mantener la paz dentro de las fronteras romanas. Usó tropas hunas varias veces. Se produjo el enfrentamiento definitivo entre Aecio y Atila, ambos al frente de ejércitos multiétnicos, cuando Atila irrumpió en Alsacia en 451, devastando el país y destruyendo Maguncia y Tréveris con sus guarnicionas romanas. Pero Aecio consiguió frenarlos en la batalla de los Campos Cataláunicos. A principios del siglo V Maguncia fue destruida por los vándalos, ocupada por los hunos y definitivamente conquistada por los francos.

### Maguncia franca
Aecio no pudo disfrutar mucho de su victoria porque fue asesinado en 454 a manos del propio emperador, que a su vez sería apuñalado por amigos de Aecio en 455. Estos acontecimientos supondrían el final efectivo del dominio romano en el norte. Tras varias contiendas breves pero sangrientas, un antiguo subordinado de Aecio, Ricimero, se convirtió en emperador. Su padre era un suevo y su madre, una princesa visigoda. Ricimero no gobernó directamente en el norte, sino que estableció allí una provincia cliente, que funcionaba independientemente, y cuya capital era Soissons. Incluso entonces su estatus era ambiguo, aunque suele describirse como reino de Siagrio.
Previamente, el primero de los Merovingios, Clodión, había derrotado a Aecio alrededor de 430. Su hijo, Meroveo, luchó en el lado romano contra Atila, y su hijo, Childerico, sirvió en el ejército del reino de Siagrio. Mientras tanto, los francos se infiltraban gradualmente en el reino y asumían el poder. También se trasladaron al Rin y se apoderaron de la antigua región romana de Germania Superior, fijando su capital en Colonia. Empezaron a conocerse como francos ripuarios en oposición a los francos salios. Probablemente se produjo un gran desplazamiento de población y el antiguo dominio belga se transformó en franco.
Los acontecimientos se produjeron rápidamente a finales del siglo V. Clodoveo, el hijo de Childerico, se convirtió en rey de los salios en 481, gobernando desde Tournai. En 486 derrotó a Siagrio, el último gobernador del dominio de Soissons, y tomó el norte de la actual Francia. Extendió su reino a Cambrai y Tongeren en 490–491, y rechazó a los alamanes en 496. Además, este año se convirtió del arrianismo al catolicismo.
Tras la caída del Imperio romano de Occidente en 476, los francos gobernados por Clodoveo I se hicieron con el control de la Europa Occidental alrededor de 496. Clodoveo se anexionó el reino de Colonia en 508. A partir de entonces, Maguncia fue, por su posición estratégica, una de las bases del reino franco. Maguncia albergaba una comunidad cristiana mucho antes de la conversión de Clodoveo. Su sucesor Dagoberto I reforzó las murallas de Maguncia y la hizo una de sus sedes. En Maguncia se acuñaba un sólido de Teodeberto I (534–548).

### Edad Media
Los francos unificaron las tribus celtas y germánicas en Europa. El rey franco más importante fue Carlomagno (768–814), quien formó un nuevo imperio en Europa, el Sacro Imperio Romano Germánico. Maguncia llegó a ser, por su emplazamiento central, una ciudad importante del imperio y la cristiandad. Con el tiempo, los cambios idiomáticos fueron dividiendo gradualmente a los francos. En Maguncia se hablaba un dialecto denominado ripuario. A la muerte de Carlo Magno empezaron a aparecer las diferencias entre Francia y Alemania, por lo que dejó de ocupar una posición central para convertirse en una ciudad fronteriza, en una región con una identidad nacional propia.

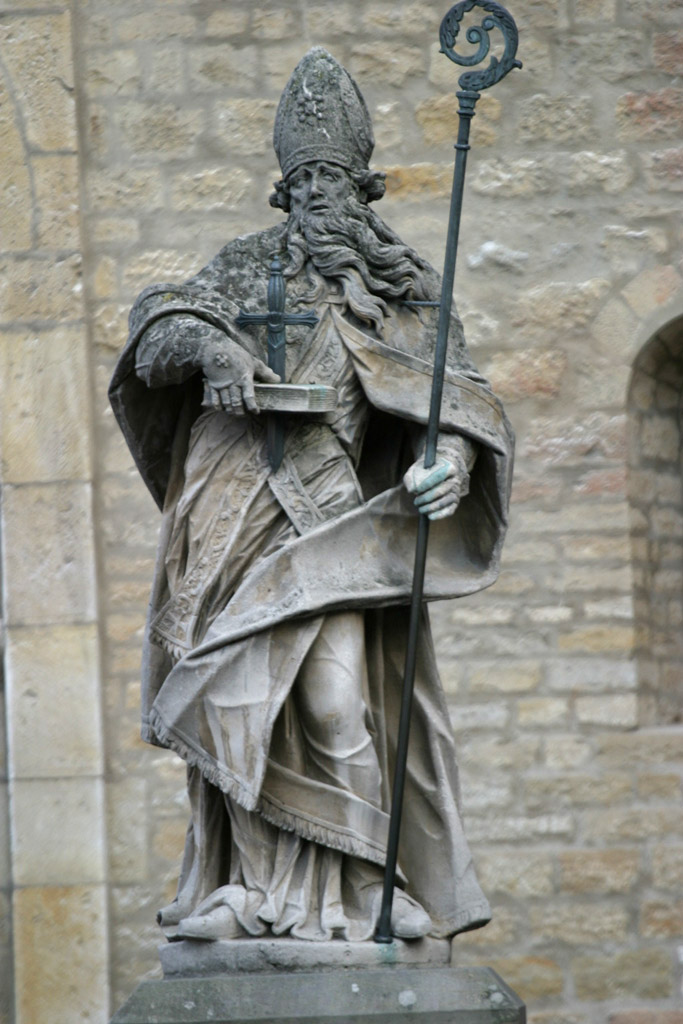
Monumento a san Bonifacio frente a la catedral.

Al comienzo de la Edad Media, Maguncia fue el centro de la cristianización de los pueblos germanos y eslavos. El primer arzobispo de Maguncia, Bonifacio, fue asesinado cuando trataba de convertir a los frisones y fue enterrado en Fulda. Entre los primeros arzobispos de la ciudad también se encuentran Rabano Mauro, teólogo y escritor, y Villigiso (975–1011), que empezó la construcción de la actual catedral de Maguncia y fundó el monasterio de San Esteban.

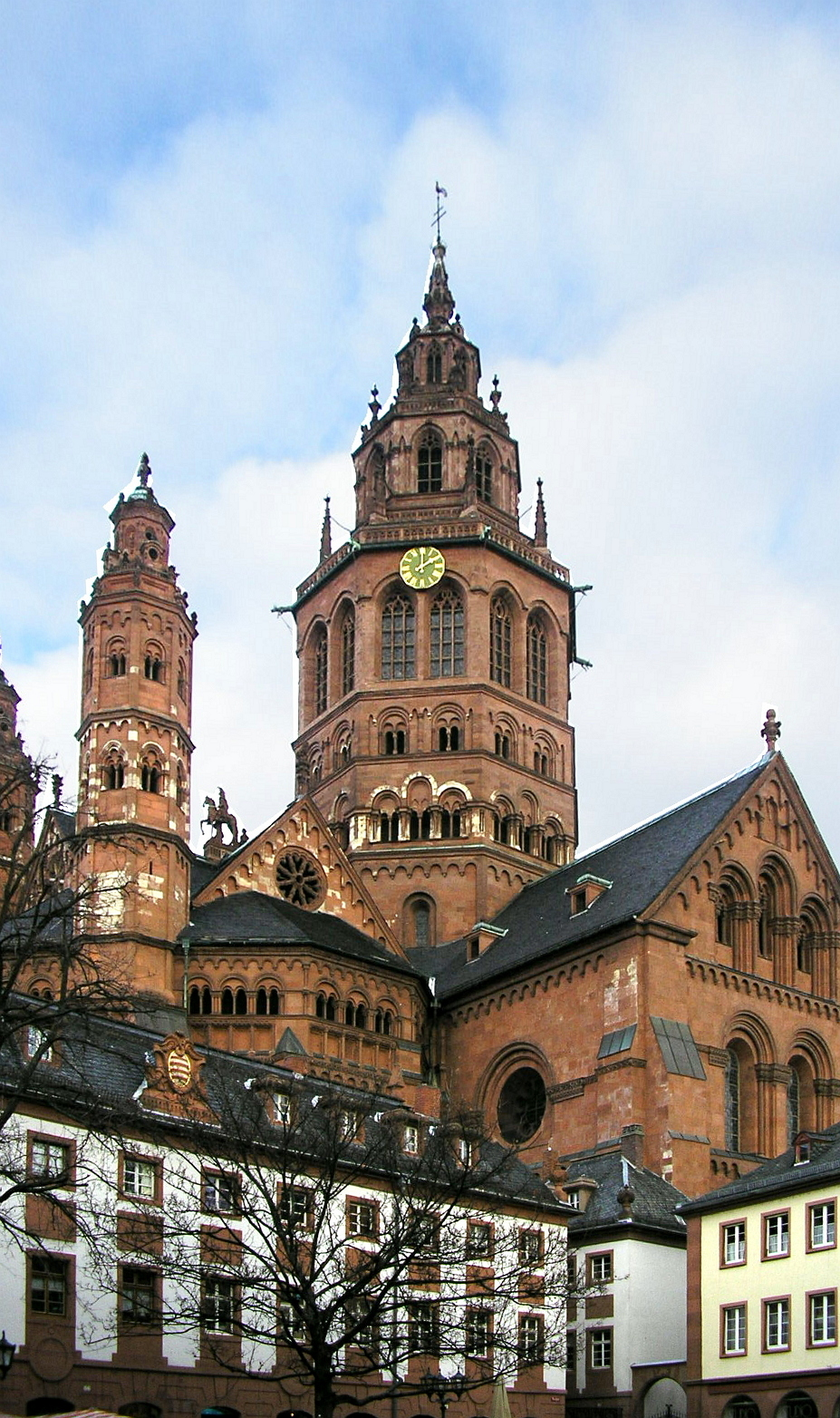
La catedral de Maguncia vista desde el sudoeste.

Alrededor del año 965, el viajero hispanojudío Ibrahim ibn Ya'qub visitó la ciudad y se sorprendió al encontrar en ella dirhams acuñados en Samarcanda y especias de la India, como pimienta, jengibre, clavo de olor, nardio indio, costo y galanga. En aquella época también había pieles importadas de Rusia. El viajero acertó en describir la ciudad principalmente como un gran mercado de cereales, mencionando específicamente el trigo, la cebada, el centeno, la vid y la fruta.
Desde la época de Villigiso hasta el final del Sacro Imperio Romano Germánico en 1806, los arzobispos de Maguncia eran pilares del imperio y eran el más importante de los siete electores del emperador. Junto a la de Roma, la diócesis de Maguncia es la única del mundo que tiene actualmente una sede episcopal. Los arzobispos de Maguncia ostentaban tradicionalmente el título primas germaniae, el suplente del papa al norte de los Alpes.
En 1244 el arzobispo Sigfrido III concedió a Maguncia el fuero de ciudad, que incluía el derecho a elegir un concejo municipal por los ciudadanos. La ciudad sufrió el enfrentamiento de dos arzobispos en 1461, Diether von Isenburg, que había sido elegido arzobispo por el fuero de la catedral y estaba apoyado por la ciudadanía, y Adolfo II von Nassau, que fue nombrado arzobispo por el papa. En 1462 el arzobispo Adolfo II asaltó la ciudad de Maguncia saqueando y matando a 400 habitantes. En una audiencia especial, muchos de los supervivientes perdieron todas sus propiedades´, que fueron repartidas entre aquellos que prometieron seguir a Adolfo II. Los que no se comprometieron a seguir a Adolfo II (entre ellos Johannes Gutenberg) fueron expulsados de la ciudad o encarcelados. El nuevo arzobispo derogó el fuero de Maguncia y puso a la ciudad bajo su control directo. Irónicamente, a la muerte Adolfo II, su sucesor fue Diether von Isenburg, ahora legalmente elegido según el fuero y nombrado por el papa. A Johannes Gutenberg de Maguncia se le atribuye la invención de los caracteres móviles fundidos. Los primeros incunables salieron de su imprenta: entre ellos destaca la Biblia de Gutenberg (1453-55). El tipo de letra de los primeros tipos móviles, redonda o romana que trajo de Italia, imitaban el estilo manuscrito en boga en aquellos momentos.
Los judíos de Maguncia
Maguncia se llama en las fuentes judías Maganza y fue una ciudad central y fundadora en la judería Asquenazí. Durante unos mil años, existió allí una pujante comunidad judía. Junto con las ciudades de Worms y Espira, constituían las tres grandes comunidades judías a lo largo del Rin.
Durante la Primera Cruzada, la comunidad judía fue perjudicada gravemente por los cruzados que atravesaban la ciudad en su camino hacia el oriente. Después de masacrar a los judíos de Worms, los cruzados continuaron hacia Maguncia. Al principio, 1300 judíos se refugiaron en la casa del obispo por una gran suma de dinero (quinientos marcos). Después de dos días de negociaciones entre los cruzados y el arzobispo, las puertas de la ciudad se abrieron a los cruzados. Los judíos de la comunidad, encabezados por R. Klonimos, "vestían armaduras y ceñían sus armas de guerra" y lucharon contra los revoltosos. Al ver que los insurgentes estaban ganando la batalla, los guardias del obispo e incluso el propio arzobispo huyeron. Cuando quedó claro que no había escapatoria, los judíos de la comunidad optaron por inmolarse y matar ellos mismos a sus seres queridos en lugar de abandonarlos cruelmente a la muerte por los cruzados, que en ese momento era una expresión suprema de nobleza del alma. Los judíos también lograron ellos mismos prender fuego a la sinagoga para que no fuera deshonrada. Los refugiados fueron perseguidos y masacrados y solo unos 60 de los ricos de la ciudad fueron sacados a escondidas de la ciudad, pero también fueron capturados y asesinados. Durante estos disturbios, parte de la ciudad también se incendió.

### Edad Moderna
Durante la guerra de los Treinta Años, fue ocupada por las tropas españolas en mayo de 1621, por los suecos el 23 de diciembre de 1631, por el ejército imperial en diciembre de 1635 y por Francia en 1644. Solamente tras la Paz de Westfalia de 1648 fue restituida al electorado.

### Edad Contemporánea

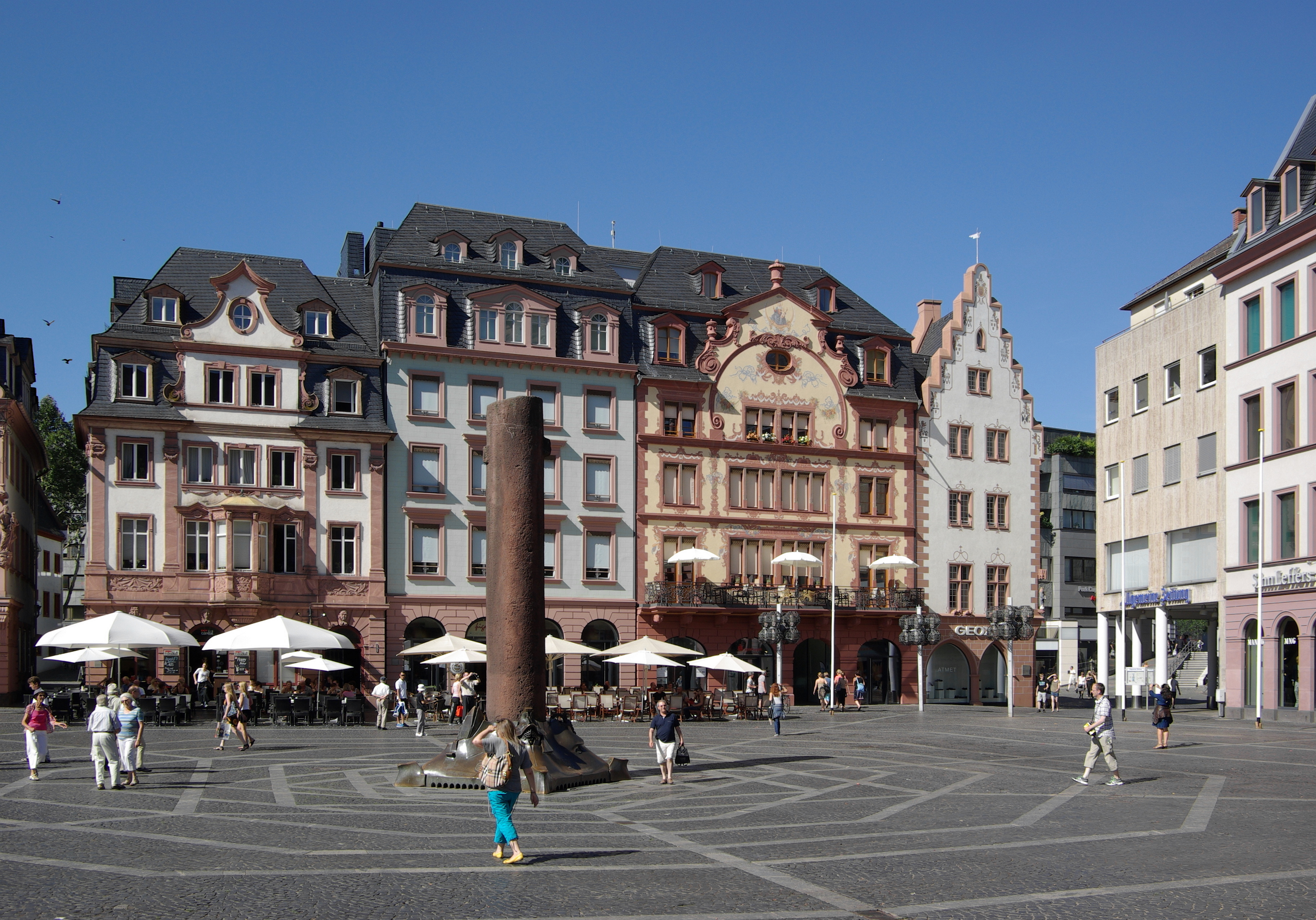
La plaza del Mercado (Markt).

En el siglo XVII se construyó la ciudadela de Maguncia.
Desde marzo hasta julio de 1793 existió la República de Maguncia, el primer Estado democrático en territorio alemán. Tomada por Prusia el 22 de julio de 1793, fue ocupada por Francia en 1795, incluyéndola en la República Cisrenana, antes de ser anexionada al Primer Imperio francés. Soportó un largo asedio desde el 21 de noviembre de 1813 hasta el 4 de mayo de 1814, cuando es conquistada por las tropas de la Sexta Coalición, que la entregan a Hesse-Darmstadt.

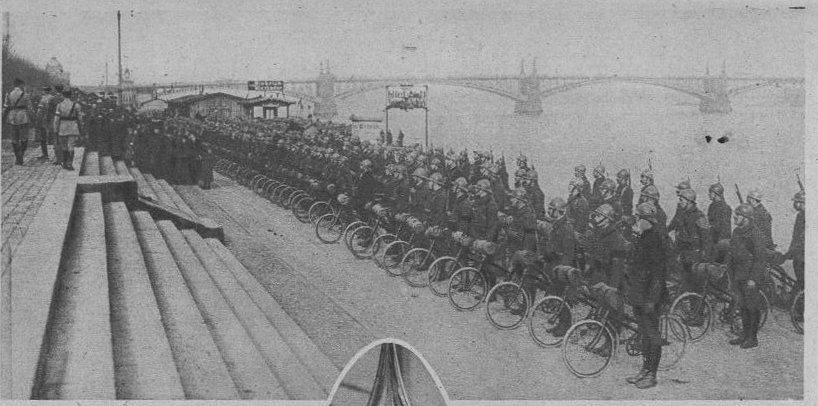
Tropas coloniales de Marruecos en Maguncia.

La inclusión del tercer pistón de Trompeta se produjo en 1830 de mano de Müller de Maguncia y Satter de Leipzig. El primer congreso de los creyentes católicos germanoparlantes tuvo lugar en 1848 en Maguncia.
El Armisticio del 11 de noviembre de 1918: Posterior evacuación de todas las tropas alemanas del territorio en el lado occidental del Rin, más de 30 km a la redonda de la ribera derecha del Rin, así como de la ciudad de Maguncia con la consiguiente ocupación de ella por las tropas de la Tercera República Francesa, inclusive  sus fuerzas coloniales.
Bombardeo de Maguncia el 27 de febrero de 1945 - el día negro de la ciudad.

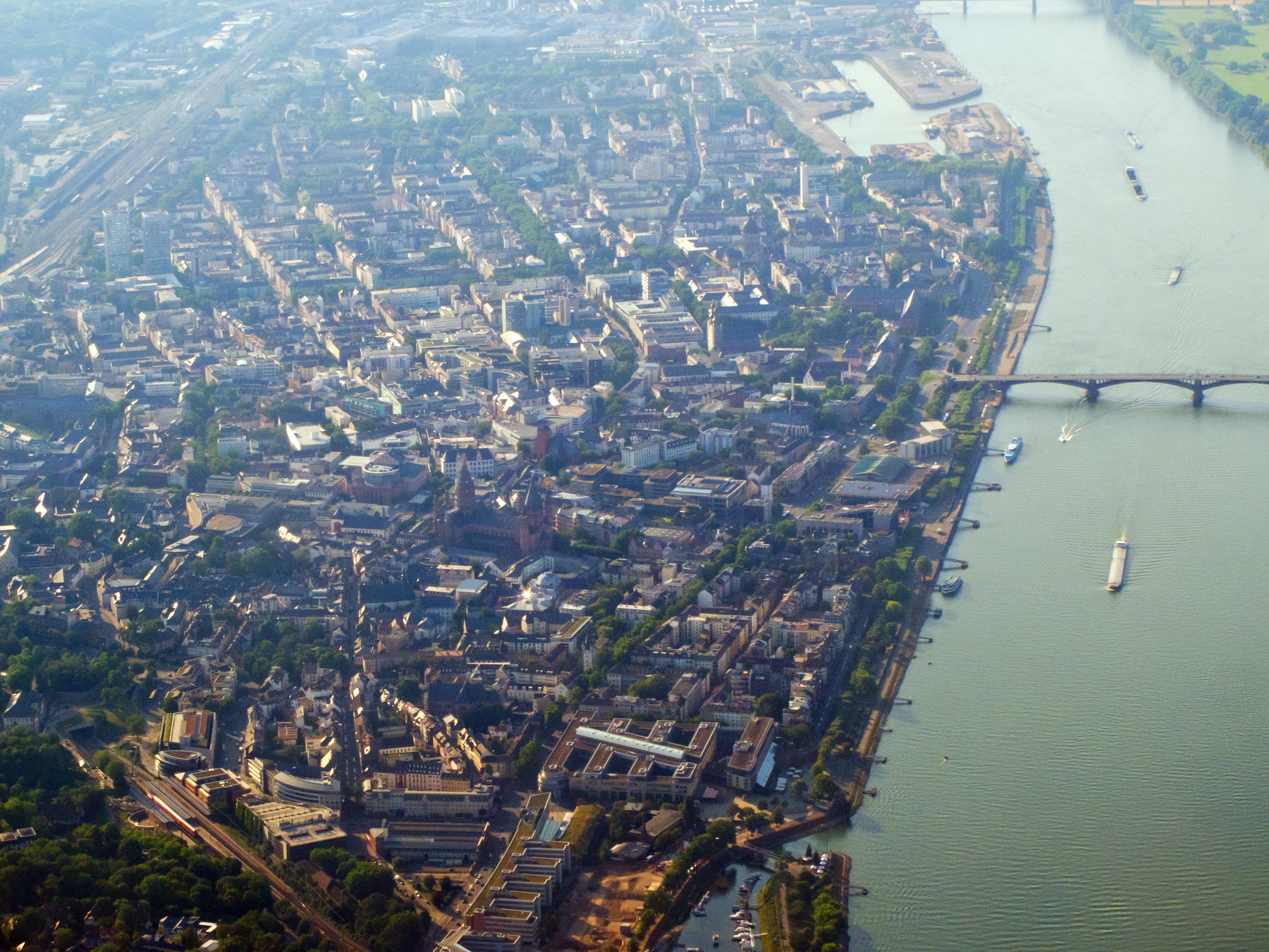
Fotografía aérea de Maguncia

## Cultura
Como ciudad integrante de la Gran Región, Maguncia participó en el programa de la Capital Europea de la Cultura 2007.
El Teatro Estatal de Maguncia (Staatstheater Mainz) es el teatro estatal de dicha ciudad alemana.
En esta ciudad se celebran fiestas populares durante todo el año. Los habitantes de Maguncia son conocidos por su carácter abierto y su alegría de vivir, que demuestran durante las fiestas.

### Carnaval

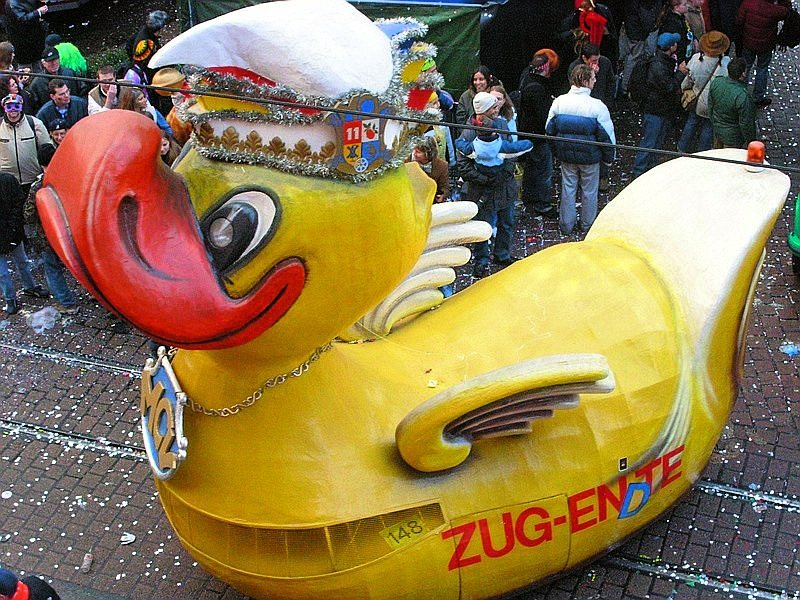
El fin del desfile del lunes de carnaval.

Maguncia es bastante conocida por sus celebraciones de carnaval, desfiles y bolas decoradas, que en el sur de Alemania se denominan Fastnacht.
El lunes de carnaval tiene su punto central en el desfile de los bufones y juglares. Toda la gente de Maguncia se echa a la calle y convierten la ciudad en un mar de alegres colores. El desfile del lunes de carnaval con vehículos portando alegorías políticas, cabezudos y gigantes, bandas de música, abanderados y guardia de honor, va abriéndose camino a lo largo de una multitud que celebra y baila sin parar. Aquí, las cabezas gigantes "Schwellköpp" o "Monumentos" son auténticas obras de arte, creadas durante meses por artesanos y artistas que emplean materiales como cartón, madera, papel y pintura. Es la fiesta popular por excelencia, con seis días y seis noches de duración; los disfrazados dan vueltas por una ciudad en estado de excepción.

### Open-Ohr-Festival
Los estudiantes organizan el festival Open-Ohr-Festival (literalmente "Festival de la Oreja Abierta") con bandas de todo el mundo.

### Noche de San Juan
La Noche de San Juan es una de las fiestas mayores de Maguncia, declarada oficialmente de interés turístico internacional. En honor al hijo más ilustre de la ciudad, Johannes Gutenberg, se celebra la Johannisfest, a la que asisten cientos de miles de personas.
Tales fiestas, organizadas con las peculiaridades actuales, datan de 1968, siendo su impulsor Jockel Fuchs. Cuatro días después, la noche del 20 de junio, los grupos folclóricos se reúnen en el centro de la ciudad, en la calle Ludwigstrasse, las plazas del Mercado, Leichhof, Ballplatz y de Schiller, dando espectáculos de música y danza. La atracción principal es el bautismo de los impresores, Gautschen, desde lo alto del Johannis Mercado del Libro y el mercado del artista en el banco del Rin.
La Johannisnacht termina con los grandes fuegos artificiales sobre el Rin al atardecer del lunes.

### Mercado del vino
En el romántico parque municipal y el jardín de las rosas (Rosaleda), se reúnen una vez al año a finales de agosto los que quieren gozar del vino. Con toda la familia llegan los nativos y los visitantes al mercado de vino de Maguncia para celebrar, degustar y charlar ampliamente.
Los grandes viticultores sirven más de 300 exquisitos vinos de la región vinícola Rheinhessen en las numerosas casetas bellamente decoradas. Estos deliciosos vinos locales se acompañan con las variadas especialidades gastronómicas de la región (véase también: Oktoberfest).

### Oktoberfest
Las fiestas de octubre (Oktoberfest) de la ciudad de Maguncia, a diferencia de las que se celebran en otras localidades de Alemania, especialmente de Múnich, solo tienen lugar en el barrio de Hechtsheim. La celebración, establecida en la ciudad desde 2005, se desarrolla durante diez días, normalmente dos sábados.
Llegan a beberse 42 000 litros de cerveza Mainzer Aktien-Bier o Wiesen Bier, fabricada única y exclusivamente para la fiesta. También el pollo asado, las salchichas, Handkäse, Spundekäs y Brezel de cerdo son consumidas en grandes cantidades.
El número de visitantes en 2012 fue 52 000.

## Mercado navideño
El mercado navideño de Maguncia viene celebrándose desde 1788 con el nombre local de Nikolose Markt. Es un evento multitudinario que se organiza todos los años en las plazas principales Markt, Liebfrauenplatz y Höfchen de centro histórico de la ciudad.

## Economía

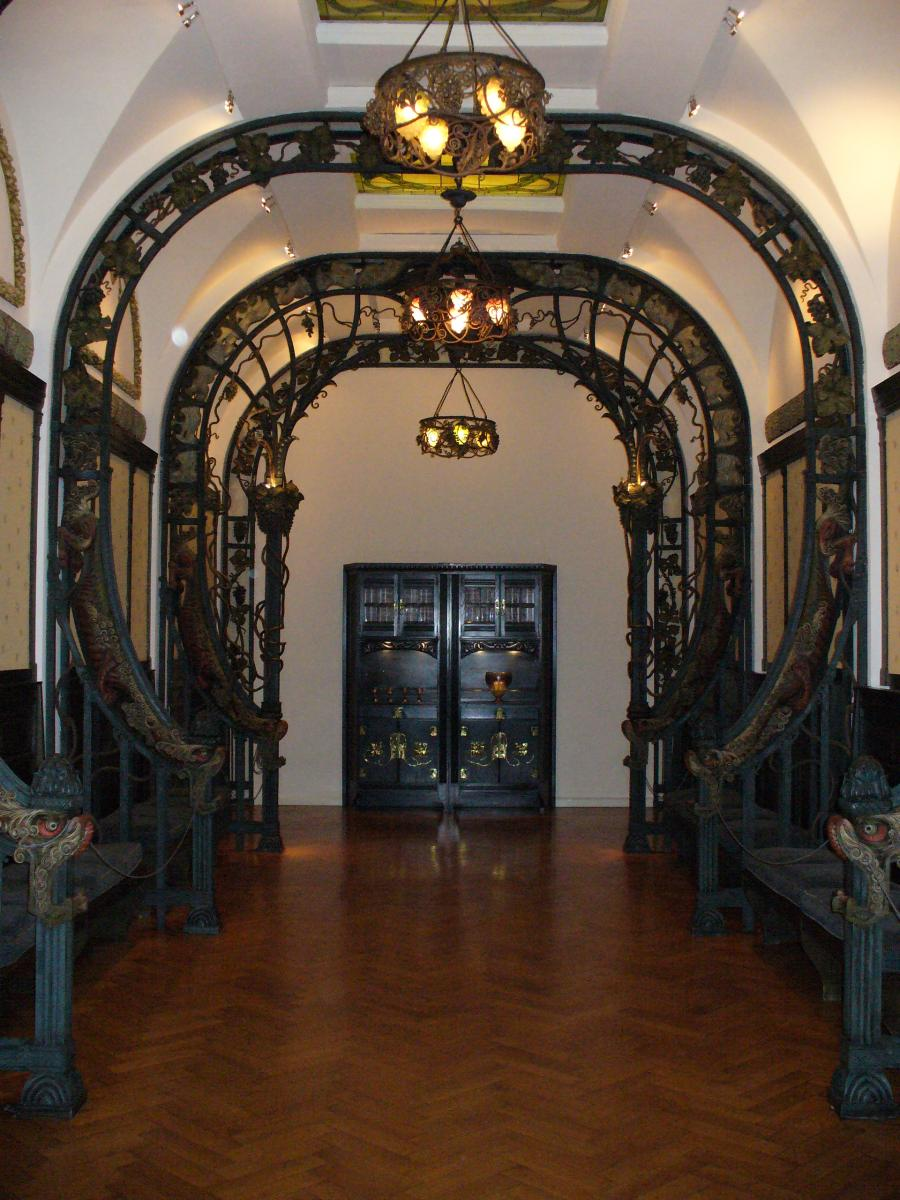
Salón de las uvas en el Museo de las Cavas Kupferberg en el barrio alto.

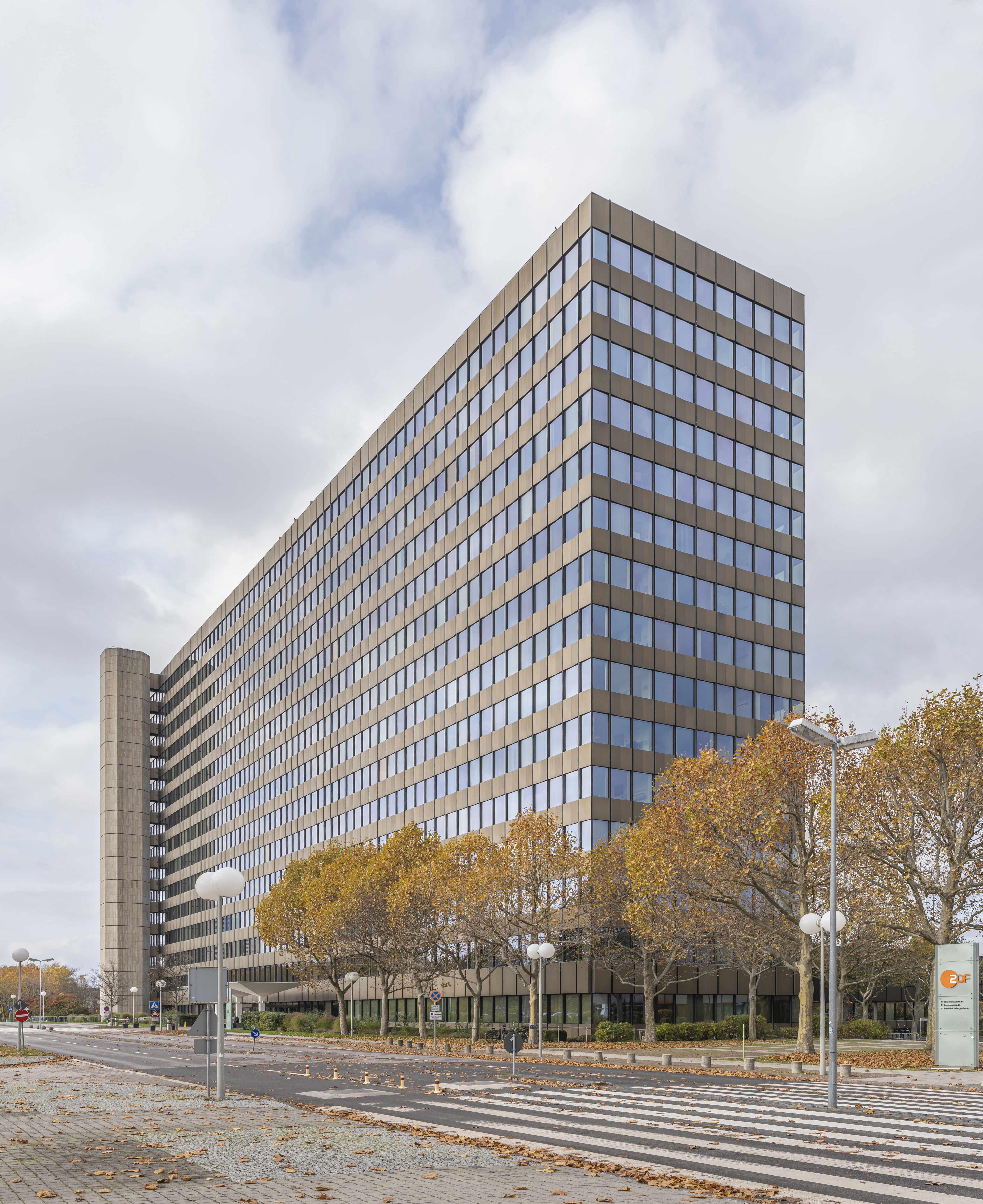
Sede central de la ZDF en Maguncia.

Maguncia fue tradicionalmente una ciudad centrada en la industria vitivinícola (Rheinhessen, Rheingau y Mittelrhein), con exportaciones de vino a todo el mundo. También las de Vino espumoso (el "Sekt" alemán), con Kupferberg y Henkell & Co.. Maguncia ha basado su economía en la industria impresora y cristalera. Además de la producción y comercialización de vino, también se cultivan frutas, cereales y hortalizas.
Tras la crisis bodeguera a comienzos de los 80, actualmente la ciudad busca diversificar la industria. Un sector económico fomentado con éxito es el turismo, debido a la fuerte identidad de la ciudad.
De forma paralela, otras acciones se orientan a la ubicación de la ciudad como centro logístico en Alemania occidental, con grandes superficies y naves de distribución, buscando las sinergias entre el ferrocarril, el aeropuerto y los puertos cercanos.
Maguncia es sede del consorcio internacional Schott AG, especializado en la producción de vidrios industriales. Fue fundada en 1884 en Jena por Otto Schott y los hermanos Roderich y Carl Zeiss y desde 1952 es basado en Maguncia. Con unos 3000 empleados Schott AG es el empleador comercial más importante de la ciudad.
La ZDF, acrónimo para Zweites Deutsches Fernsehen ("Segunda televisión alemana"), con sede en Maguncia, es la institución pública de televisión nacional de Alemania, establecida conjuntamente por los Estados federados alemanes (Länder). Emite cuatro canales: ZDF, ZDFneo, ZDFinfo y ZDFkultur. ZDF tiene unos 3600 empleados.
La Südwestrundfunk o SWR, que en español significa Radiodifusión del Suroeste, es la institución pública de radio y televisión regional de los Estados federados de Renania-Palatinado y Baden-Wurtemberg. La compañía tiene tres sedes centrales en las ciudades de Stuttgart, Baden-Baden y Maguncia. ZDF y SWR se financian mayoritariamente por el canon de radiodifusión pagable por los hogares en Alemania y, de menor parte, por la publicidad y el patrocinio comerciales.
Schott Music, empresa fundada en 1770, es una de las editoriales de música más antiguas y prestigiosas de Alemania. Werner & Mertz, fundada en 1867, es una empresa familiar mediana que fabrica productos de limpieza y cuidado. BioNTech es una empresa de biotecnología dedicada al desarrollo y fabricación de inmunoterapias activas para un enfoque específico del paciente en el tratamiento de enfermedades graves. La ciudad de Maguncia puede considerarse libre de deudas a finales de 2022 porque espera obtener elevados ingresos por impuestos comerciales de la empresa Biontech. Todas las deudas pueden cubrirse con los pagos de impuestos de Biontech, que rondarán los 1250 millones de euros en 2021.

## Servicios públicos

### Educación
- Universidad de Maguncia
- Escuela técnica superior de Maguncia (Fachhochschule Mainz)

### Sanidad
- Hospital universitario Universitätsmedizin der Johannes Gutenberg-Universität Mainz

### Seguridad ciudadana
- Policía local de Maguncia
- Cuerpo municipal de bomberos del Ayuntamiento de Maguncia

El servicio de bomberos en la ciudad de Maguncia data del año 1906, es el Dezernat V – Dezernat für Umwelt, Grün, Tiefbau, Entwässerung und Brandschutz der Stadt Mainz.

### Piscinas públicas
- Taubertsbergbad, piscina cubierta y piscina al aire libre construyó en 1962.
- Am Großen Sand, piscina cubierta y piscina al aire libre construyó en 1974 (Club Natación SSV Undine 08 y SG EWR Rheinhessen-Mainz).

## Transportes
- Estación central de Maguncia
- Puerto de Maguncia

## Patrimonio

### Museos
- Museo de Historia Natural
- Museo del Land de Maguncia
- Museo Gutenberg
- Museo Central Romano-Germánico
- Museo de Navegación en la Edad Antigua
- Museo Diocesano de Maguncia
- Museo Kupferberg
- Museo del Carnaval de Maguncia
- Museo de Historia de la Ciudad
- Santuario de Isis y de Magna Mater

### Monumentos y edificios religiosos
- Catedral de Maguncia
- Iglesia de San Emmeran (Maguncia)
- Iglesia de San Esteban (Maguncia)
- Iglesia de San Juan (Maguncia)
- Iglesia de San Agustín (Maguncia)
- Iglesia de San Ignacio (Maguncia)
- Iglesia de San Pedro (Maguncia)

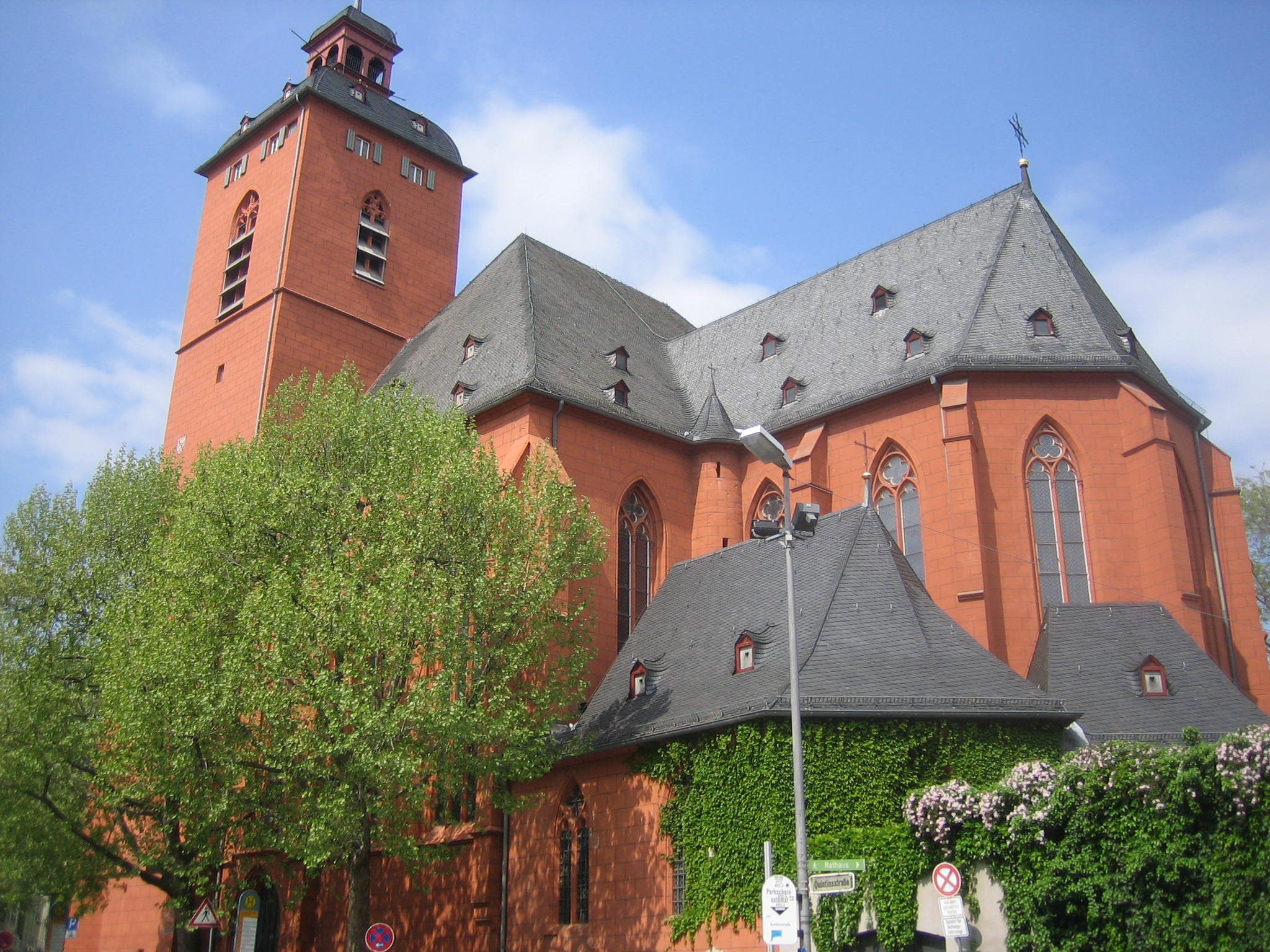
Iglesia y torre del San Quintín.

- Iglesia de la Bienaventurada Virgen María (Maguncia)
- Christuskirche (Maguncia)
- Palacio Electoral de Maguncia

## Deportes
El FSV Mainz es el club de fútbol local. Compite en la primera división del fútbol nacional, la Bundesliga. Disputa sus encuentros en el Estadio Opel Arena que cuenta con una capacidad para 34 000 espectadores.

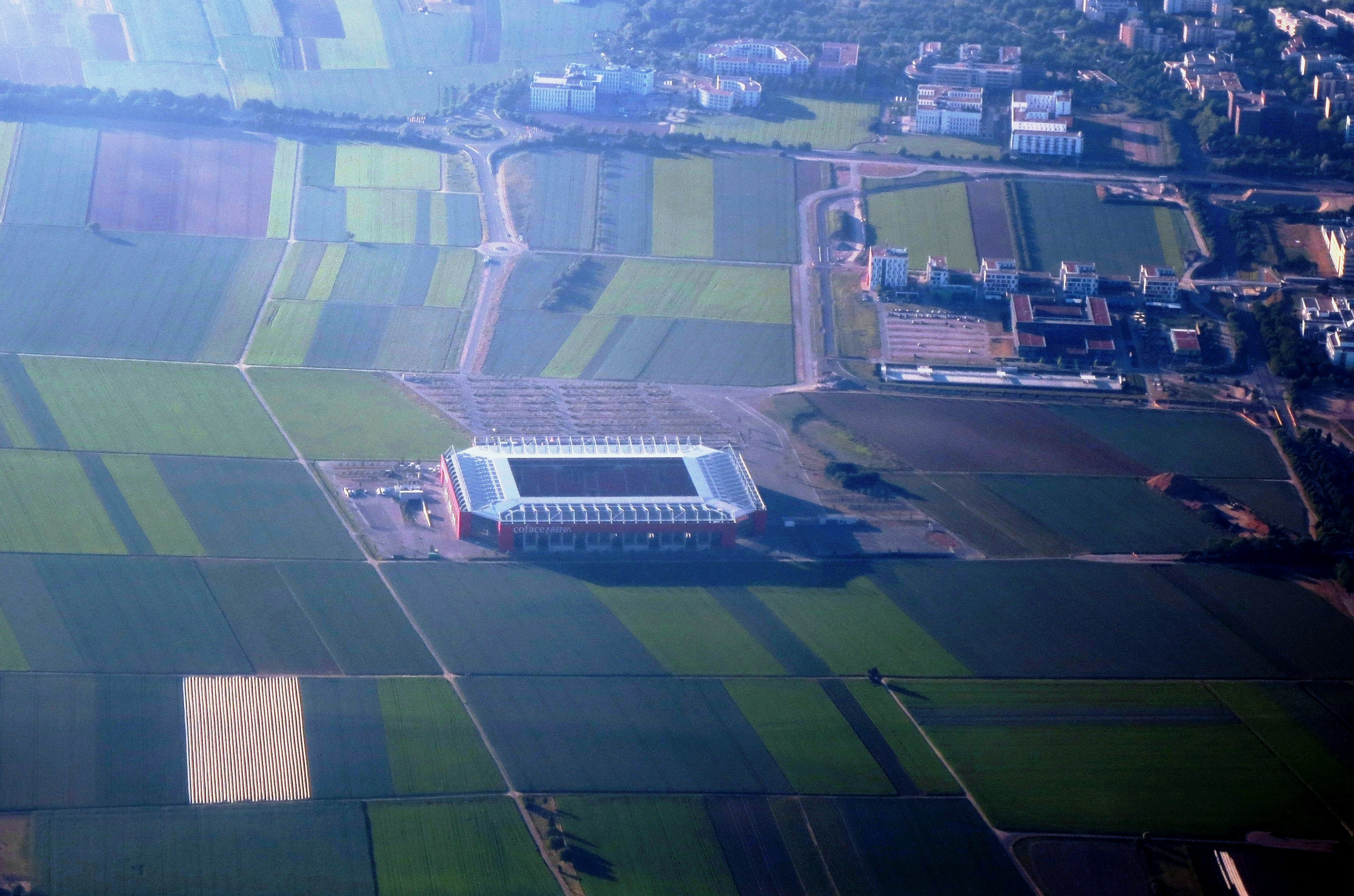
Estadio Opel Arena
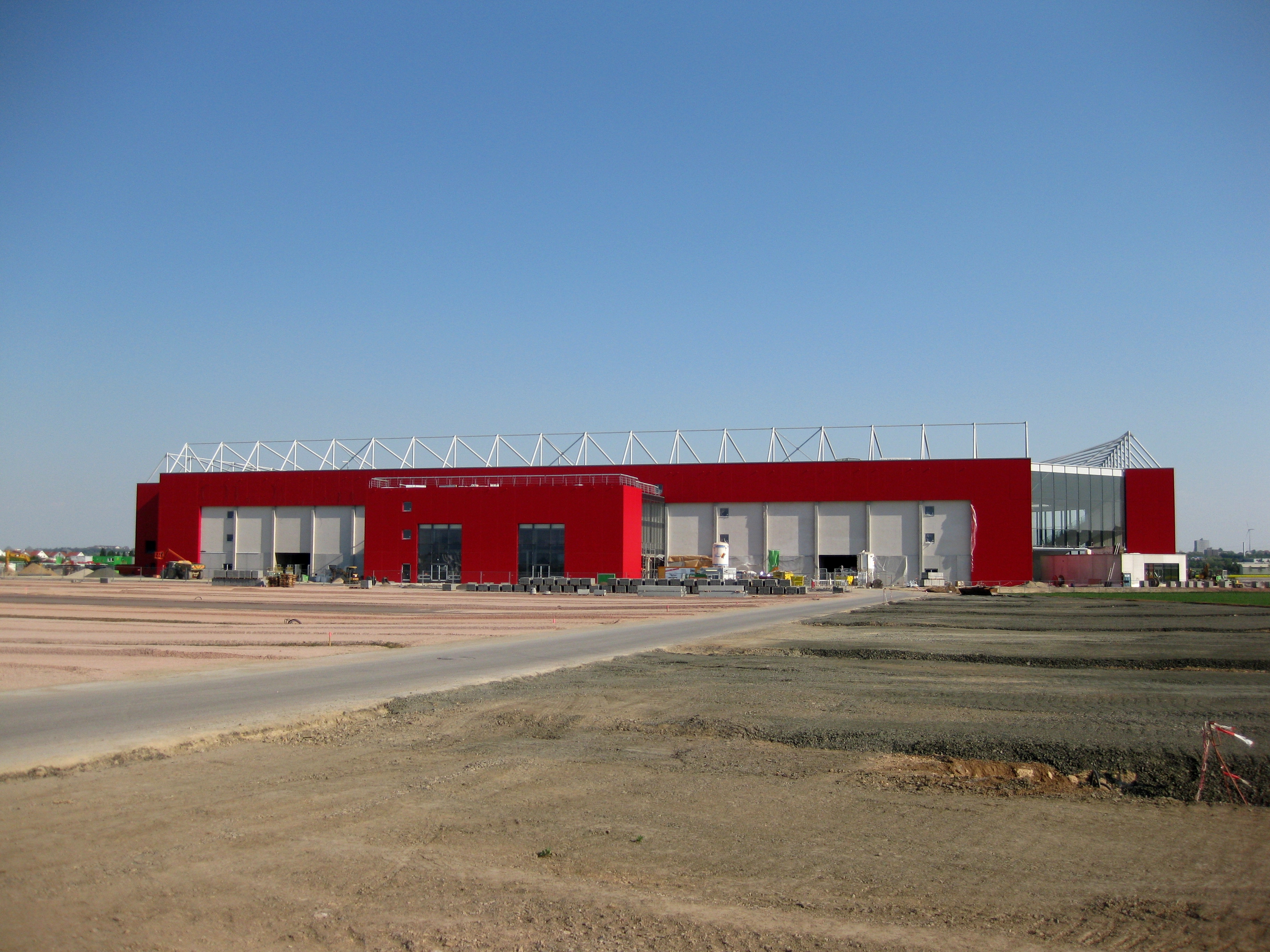
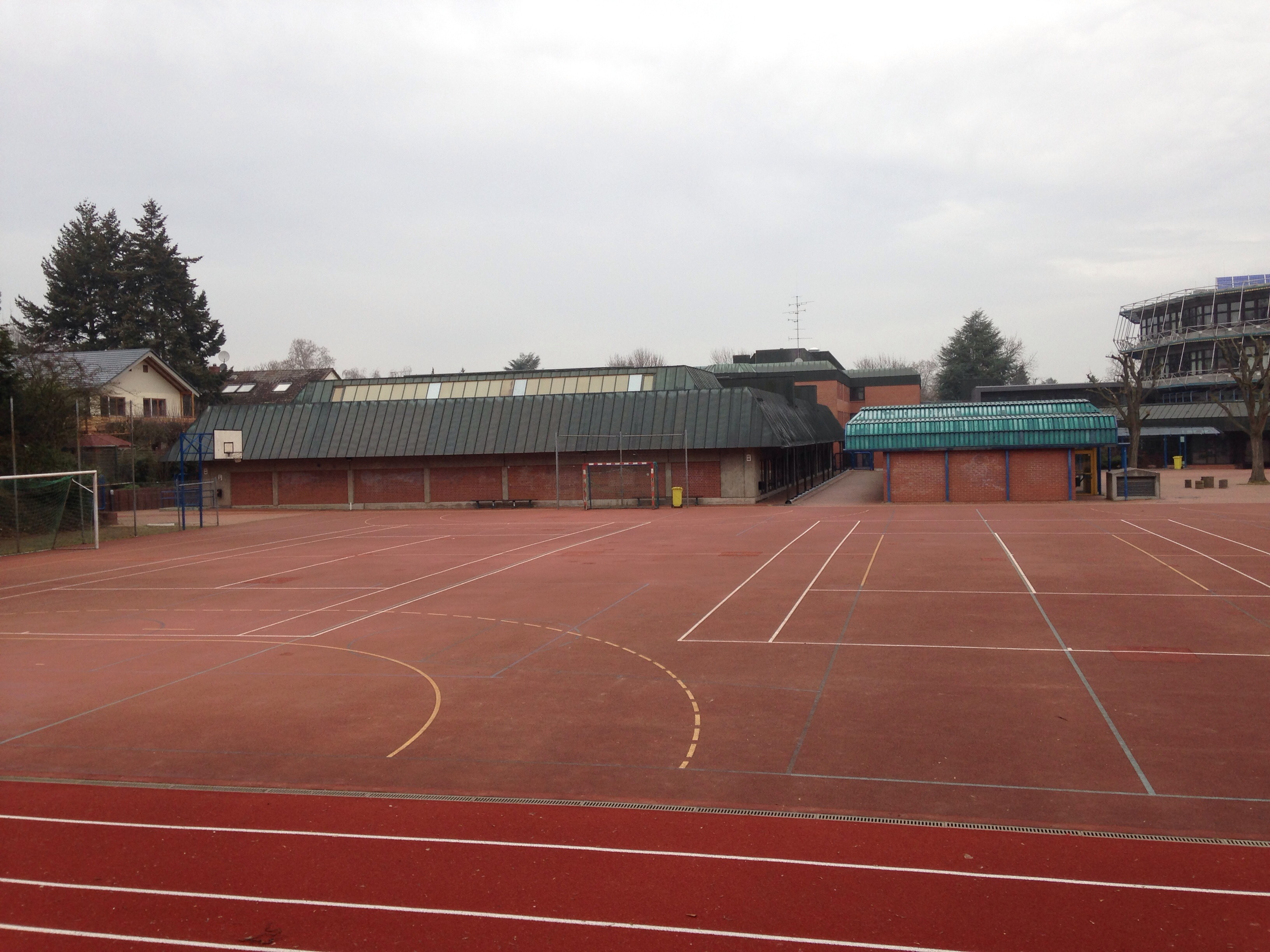
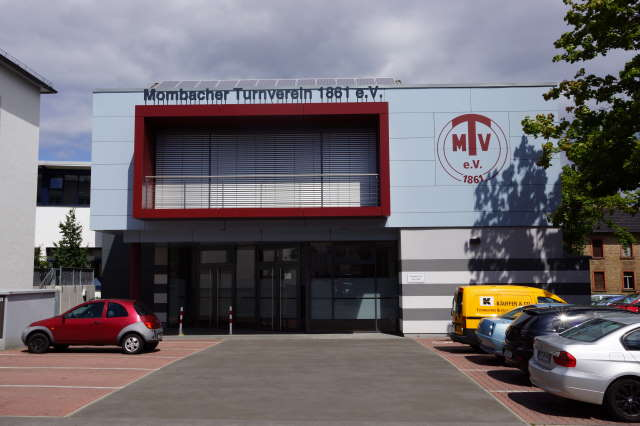
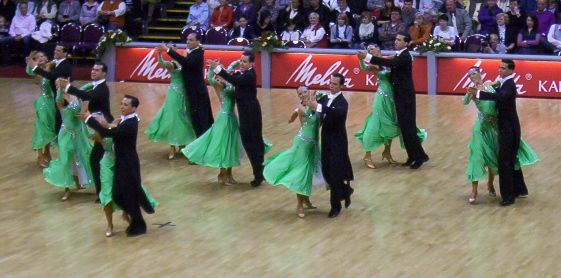

## Hermanamientos
- Bakú (Azerbaiyán)
- Dijon (Francia)
- Erfurt (Alemania)
- Haifa (Israel)
- Longchamp (Côte-d'Or) (Francia)
- Louisville (Estados Unidos)
- Rodengo (Italia)
- Valencia (España)
- Watford (Reino Unido)
- Zagreb (Croacia)